# John Vaughan Thompson

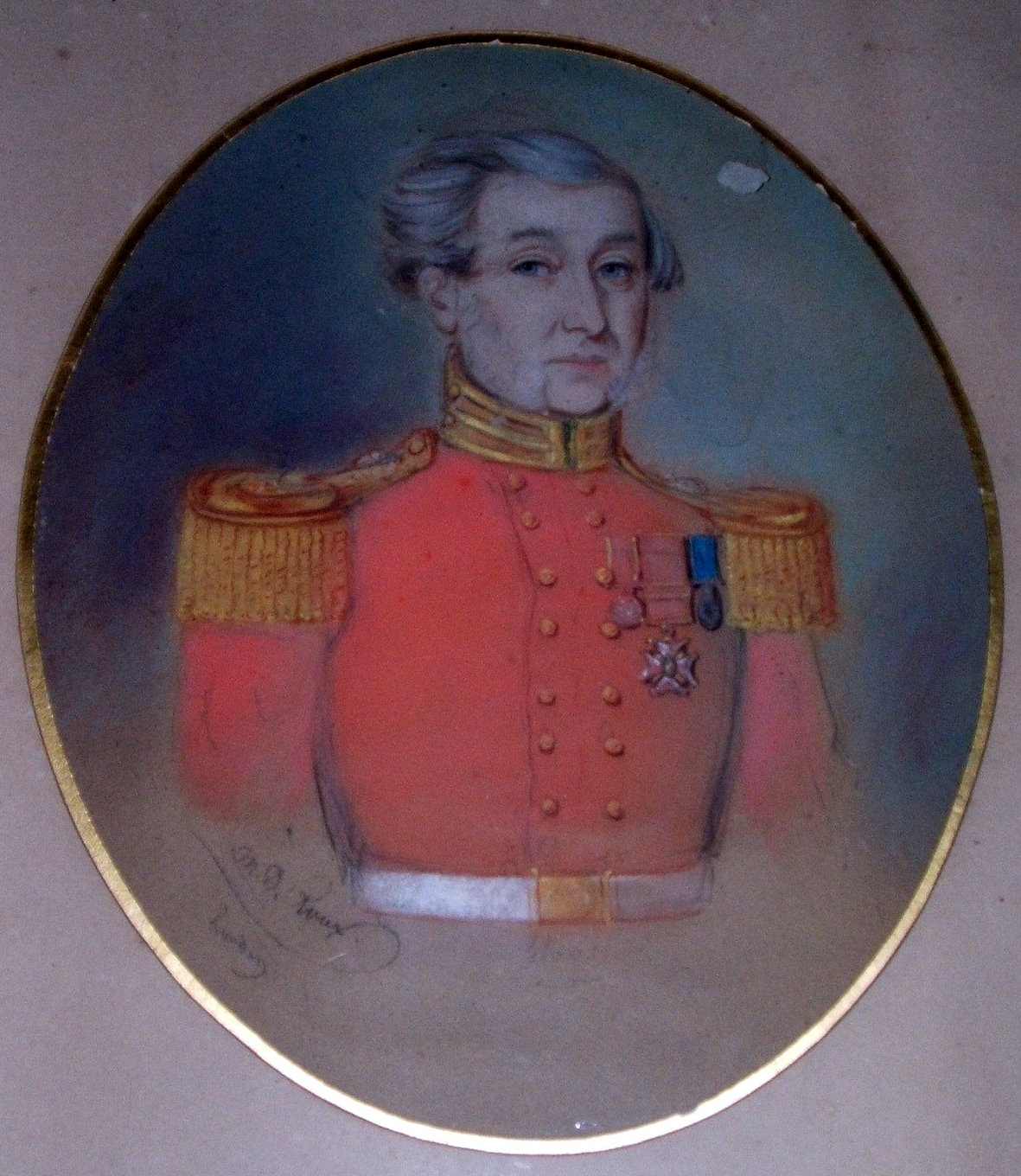
John Vaughan Thompson, etwa 1835

John Vaughan Thompson (* 19. November 1779 in Brooklyn; † 21. Januar 1847 in Sydney) war ein britischer Arzt, Zoologe und Botaniker.

## Leben und Wirken
John Vaugham Thompson war der Sohn von John Thompson und seiner Ehefrau Jane (geb. Hall) aus der englischen Kleinstadt Berwick-upon-Tweed, an der Grenze zu Schottland. Sein Vater war Freeman von Berwick und Captain der englischen Armee. Als solcher kämpfte er im amerikanischen Unabhängigkeitskrieg und war zeitweise Adjutant von John Vaughan, nach dem er den zweiten Vornamen seines Sohnes wählte, der während des Krieges auf Long Island zur Welt kam. Die Thompsons hatten für seine Dienste in der Armee Ländereien in Amerika erhalten, so dass die Familie nach dort übergesiedelt war. Nach der Niederlage der Engländer war der Besitz verloren und sie kehrten nach England zurück. Das Ehepaar Thompson hatte sechs Kinder, John Vaughan war das jüngste davon. Seine Mutter Jane starb schon im April 1782 in Berwick. Über seine Kindheit ist sonst Nichts bekannt.
John studierte 1797 bis 1799 Medizin an der Universität in Edinburgh, unter anderem bei dem Anatomen Alexander Monro II., dem Naturforscher John Walker und dessen Nachfolger Robert Jameson. Er verließ die Universität ohne Abschluss, erhielt aber dennoch eine Stellung als Assistenzarzt in einem Milizenregiment. Als Assistenzchirurg begleitete er ein Regiment der Armee 1799 nach Gibraltar und von dort aus nach Westindien, wo sie in den Napoleonischen Kriegen gegen die Niederländer kämpften. 1803 stieg er, immer noch im Militärdienst, zum Chirurg auf. 1806 übernahm er, auf Heimaturlaub in Berwick, die Stellung als Freeman von seinem inzwischen verstorbenen Vater. Er veröffentlichte eine Flora von Berwick und wurde Associate der naturforschenden Linnean Society of London. 1809 schied er zunächst aus dem Militärdienst aus.
Von 1812 bis 1816 arbeitete er, wieder als Militärarzt, auf Mauritius und Madagaskar, gerade teilweise von den Franzosen erobert. Neben seiner ärztlichen Tätigkeit war er als Naturforscher und eine Art Verwaltungsangestellter tätig. So führte er eine Pockenimpfung ein, befreite in einigen Regionen Sklaven und schlichtete Streitigkeiten unter der indigenen Bevölkerung. Außerdem veröffentlichte er eine Schrift über die indigenen und kultivierten Pflanzenarten auf der Insel, von denen er einige, wie etwa verbesserte Sorten des Zuckerrohrs, auch neu einführte. Nachdem England nach Ende der  Napoleonischen Kriege Mauritius und Madagaskar an Frankreich zurückgab, kehrte er 1816, auch wegen einer Malaria-Erkrankung, nach England zurück.
1816 wurde er Bezirksarzt in Cork. Hier nahm er, neben seiner ärztlichen Tätigkeit, seine Naturforschungen wieder auf. Obwohl er fast zeitlebens publizierte, beruht seine Bedeutung als Naturforscher auf seinen Forschungen in dieser Zeit. Besonders interessiert war er an dem Plankton in der langgestreckten Hafenbucht von Cork. Thompson war der erste, der systematisch ein Planktonnetz zur Erforschung einsetzte. Zu seinen Entdeckungen gehörte unter anderem, dass die Seepocken nicht, wie bis dahin gedacht, zu den Weichtieren, sondern zu den Krebstieren gehören. Er beschrieb die mannigfaltigen Larvenformen der marinen Krebstiere, die durch ihre planktonische Lebensweise bis dahin kaum bekannt gewesen waren. So entdeckte er, dass Zoea nicht, wie bis dahin gedacht, eine Gattung der Krebse ist, sondern eine weit verbreitete Larvenform. Thompson publizierte die meisten seiner Entdeckungen nicht in weithin zirkulierenden Fachzeitschriften, sondern in privaten Schriften mit geringer Auflage, die er Memoirs nannte. Viele seiner Forschungsergebnisse sind daher zu seinen Lebzeiten wenig bekannt geworden, Thompson war wegen der geringen Zahl der Subskribenten außerdem permanent in finanziellen Schwierigkeiten. Seine Erkenntnisse zu den Krebslarven wurden zudem zunächst von berühmten Forschern wie Henri Milne Edwards und John Obadiah Westwood bestritten, die nicht glauben konnten, dass auch die Krebse, wie die Insekten, eine Metamorphose durchmachen. Thompson konnte durch seine Forschungen an planktonischen Larven einige andere alte Rätsel klären, so etwa, dass es sich bei den bis dahin rätselhaften Zoophyten nicht um Übergangsformen zu den Pflanzen, sondern unzweifelhaft um Tiere handelt. Durch die Entdeckung der Larven des bis dahin rätselhaften Parasiten Sacculina bewies er, dass es sich auch bei diesem um einen Krebs handelt.
Im Jahr 1817 heiratete Thompson Martha Solomon, ein 1800 geborenes Mädchen aus Cork. Das Ehepaar hatte sechs überlebende Kinder, alle in Cork geboren. Mit seiner Familie wanderte er nach Australien aus. Dort wurde er 1830 Vize-Generalinspekteur für die Krankenhäuser. Da sein Gehalt aufgrund von Sparmaßnahmen 1832 halbiert wurde, kam er nicht zu weiteren zoologischen Forschungen. Ende 1832 starb seine Frau Martha, so dass er als Witwer die sechs Kinder allein versorgen musste. Er kehrte nun zunächst nach Cork zurück. 1835 heiratete er seine zweite Frau, Deborah Cox aus Devon. Im selben Jahr trat er wieder in den Militärdienst ein und nahm 1835 eine, besser bezahlte, Stelle als Inspekteur bei der englischen Kolonialarmee und für die Sträflinge in Australien an. Seine Versuche, hier als Ersatz für die Verluste seines Vaters in Amerika auch ein Landdeputat von der englischen Regierung zu erhalten, wurden abgelehnt. Die Familie (ohne die beiden jüngsten Töchter) kehrte nach Australien zurück, wo sie sich 1836 in Sydney niederließen. Seine Tätigkeit als medizinischer Verwalter war hier geprägt durch Reibereien und Streit mit seinen Untergebenen, die aufgrund seiner neuen Stellung ihr eigenes Prestige gefährdet sahen. Bis auf eine Stelle im Verwaltungsrat des Australischen Museums sind daher keine naturkundlichen Forschungen oder Tätigkeiten in Australien überliefert. 1844 musste er aus Gesundheitsgründen in den Ruhestand treten. Er starb am 21. Januar 1847 im Alter von 67 Jahren in seinem Haus in Sydney.

## Ehrungen
Nach ihm benannt ist die Pflanzengattung Thompsonia R.Br. aus der Familie der Passionsblumengewächse (Passifloraceae) und Vaughania S.Moore aus der Familie der Hülsenfrüchtler (Fabaceae).

## Werke (Auswahl)
- A catalogue of plants growing in the vicinity of Berwick upon Tweed. 1807[2]
- A catalogue of exotic plants cultivated in the Mauritius … 1816[2]